# Донецька організація Української Гельсінської Спілки
Донецька організація Української Гельсінської Спілки — одна з перших неформальних громадсько-політичних і правозахисних організацій на Донеччині. Зорганізувалася 22 квітня 1989 р. як Донецька обласна філія Української Гельсінської Спілки.

## Історія
Організатором зборів, які відбулися на квартирі донеччанина Володимира Мазанова, журналіст-дисидент В'ячеслав Чорновіл, на запрошення якого у Донецьку зібралися 11 активних і патріотично налаштованих людей з усієї Донецької області. На світлині, яка зроблена зразу ж після установчих зборів організації ми бачимо: стоять — С.Луців з м. Білицького, Я.Гомза з смт Очеретине (Ясинуватський район), В'ячеслав Чорновіл, М.Євграфов (м. Слов'янськ), А.Трофимов (м. Донецьк), Г.Гребенюк (м. Краматорськ), С.Бандура м. Донецьк), сидять — В.Волохов, В.Мазанов (м. Донецьк), А.Пшеничний (м. Макіївка), А.Свиридюк (м. Слов'янськ). Крім того, на зборах був Д.Романюк з Іловайська. Із запрошених не прибув лише В.Омелич з Мар'їнського району.
Головував на зборах В'ячеслав Чорновіл.
Головою Донецької обласної філії Української Гельсінської Спілки обрали інженера з Краматорська Григорія Гребенюка, скарбником — лікаря з Іловайська Д.Романюка, які перебували на цих посадах до січня 1990 р. Тоді на других зборах за рекомендацією Г.Гребенюка, який балотувався до Верховної Ради України, головою Донецької УГС обрано вчителя української мови з Донецька В.Сардака. Влітку 1990 р. його замінив М.Бондарук.
Донецька філія УГС фактично проіснувала до осені 1991 р. Діяльність організації включала просвітницьку та політичну складову. Зокрема, члени Донецької УГС започаткували Донецьку обласну організацію Української Республіканської Партії (УРП). Г.Гребенюка на установчому з'їзді УРП 29-30 квітня 1990 р. у Києві навіть було обрано заступником голови партії Л.Лук'яненка.
У 1990 р. за редакцією учителя Ярослава Гомзи почав виходити самвидавний орган Донецьких організацій УГС-УРП — художньо-публіцистичний журнал-альманах «Каяла». З підготовлених 4-х побачило світ 2 випуски, які нині зберігаються у Донецькій обласній універсальній науковій бібліотеці. Члени Донецької обласної філії Української Гельсінської Спілки практично всі влилися у ряди Донецької Крайової організації Народного Руху України.